# Prefontaine Classic 2017
Prefontaine Classic 2017 byl lehkoatletický mítink, který se konal 26. května a 27. května 2017 v americkém městě Eugene. Byl součástí série mítinků Diamantová liga.

## Výsledky

### Muži
| Disciplína    | 1. místo                           | 2. místo                 | 3. místo                    |
| Běh na 100 m  | Ronnie Baker 9,86                  | Bingtian Su 9,92         | Chijindu Ujah 9,95          |
| Běh na 400 m  | LaShawn Merritt 44,79              | Baboloki Thebe 45,04     | Vernon Norwood 45,05        |
| Běh na mili   | Ronald Kwemoi 3:49,04              | Elijah Manangoi 3:49,08  | Timothy Cheruyiot 3:49,64   |
| Běh na 5000 m | Mohamed Farah 13:00,70             | Yomif Kejelcha 13:01,21  | Geoffrey Kamworwor 13:01,35 |
| Skok o tyči   | Sam Kendricks 586 cm               | Renaud Lavillenie 581 cm | Piotr Lisek 581 cm          |
| Trojskok      | Christian Taylor 18,11 m Rekord DL | Will Claye 18,05 m       | Tung Pin 17,27 m            |
| Vrh koulí     | Ryan Crouser 22,43 m               | Tomas Walsh 21,71 m      | Joe Kovacs 21,44 m          |

### Ženy
| Disciplína                | 1. místo                       | 2. místo                         | 3. místo                       |
| Běh na 200 m              | Tori Bowieová 21,77            | Shaunae Millerová-Uiboová 21,91  | Elaine Thompsonová 21,98       |
| Běh na 800 m              | Caster Semenyaová 1:57,78      | Margaret Nyairera Wambui 1:57,88 | Francine Niyonsabaová 1:59,10  |
| Běh na 100 metrů překážek | Jasmin Stowersová 12,59        | Queen Harrisonová 12,64          | Dawn Harperová-Nelsonová 12,66 |
| Běh na 400 metrů překážek | Ashley Spencerová 53,38        | Shamier Littleová 53,44          | Georganne Molineová 54,09      |
| Skok do výšky             | Marija Lasickeneová 203 cm     | Kamila Lićwinková 195 cm         | Vashti Cunninghamová 195 cm    |
| Skok daleký               | Brittney Reeseová 7,01 m       | Tianna Bartolettaová 6,83 m      | Lorraine Ugenová 6,78 m        |
| Hod oštěpem               | Taccjana Chaladovičová 66,30 m | Shiying Liu 65,21 m              | Sara Kolaková 64,64 m          |